# Dubrava Stara
Dubrava Stara (cyr. Дубрава Стара) – wieś w Bośni i Hercegowinie, w Republice Serbskiej, w gminie Čelinac. W 2013 roku liczyła 614 mieszkańców.